# Påvlig överhöghet
Påvlig överhöghet är inom romersk-katolska kyrkan doktrinen att påven – på grund av sitt uppdrag som Kristi ställföreträdare och som pastor i hela den kristna kyrkan – har full, suverän och universell makt över hela kyrkan, en makt som han alltid kan utöva obehindrat: i korthet, ”påven har – genom gudomlig institution – suverän, fullständig, omedelbar och universell makt i vården av själar”.

### Engelska originalcitat
1. ↑  ”The Pope, Bishop of Rome and Peter's successor, "is the perpetual and visible source and foundation of the unity both of the bishops and of the whole company of the faithful."402 "For the Roman Pontiff, by reason of his office as Vicar of Christ, and as pastor of the entire Church has full, supreme, and universal power over the whole Church, a power which he can always exercise unhindered."403”
2. ↑  ”The Pope enjoys, by divine institution, "supreme, full, immediate, and universal power in the care of souls" (CD 2).”